# Cá đuối ma
Cá đuối ma, còn gọi là cá nạng, cá ó dơi không gai, tên khoa học Mobula eregoodootenkee, là một loài cá đuối thuộc họ Myliobatidae. Chúng là loài đặc hữu của vùng Ấn Độ Dương và Trung Tây Thái Bình Dương. Địa bàn sinh sống của chúng ở vùng ngoài khơi Nam Phi, Tây Philippin, Đông và Bắc Việt Nam, Nam đến Bắc duyên hải Úc.
Trong cuốn Động vật chí Việt Nam, tập 12, Cá biển, tác giả: Nguyễn Khắc Hường, Nhà xuất bản KHKT, Hà Nội, 2001, cá đuối ma (còn có các tên khác là cá nạng, cá ó dơi không gai) được định danh là Mobula diabolus, Shaw, 1804 (trang 271). Tuy nhiên, sau này Mobula diabolus bị coi là không rõ ràng và dường như không được chấp nhận rộng rãi (có tác giả lại coi là đồng danh với Mobula mobular, là loài chỉ có ở Địa Trung Hải và một số vùng ở Đại Tây Dương).